# 卡斯特罗镇
卡斯特罗镇是西班牙阿拉贡自治区韦斯卡省的一个市镇。总面积29平方公里，总人口321人（2001年），人口密度11人/平方公里。